# 그리들리급 구축함

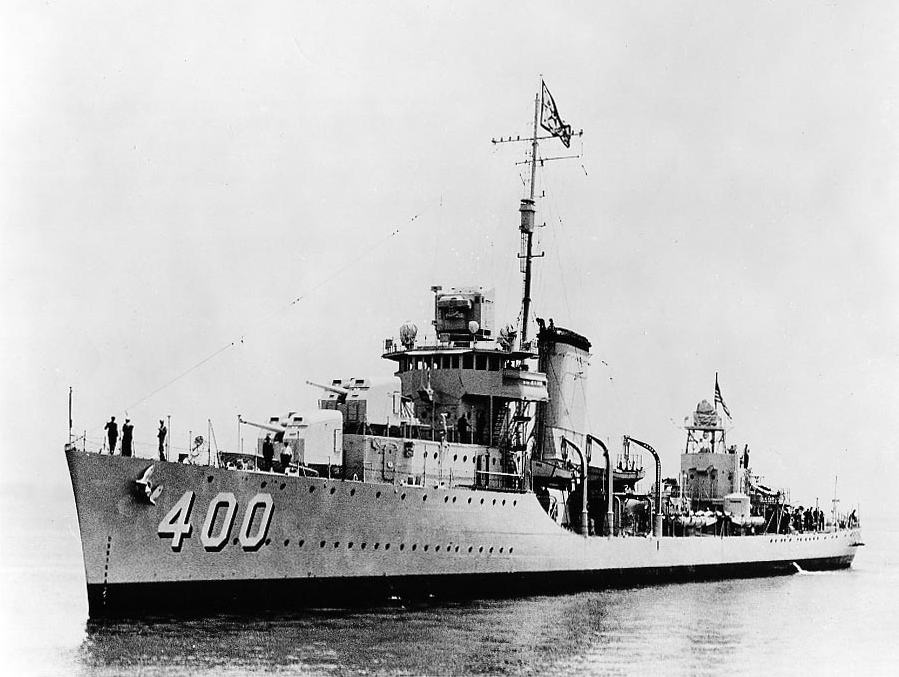
그리들리급 구축함

그리들리급 구축함(Gridley-class destroyer)은 찰스 버넌 그리들리(Charles Vernon Gridley)의 이름을 딴 구축함으로, 미국 해군의 1500톤 구축함 4척 중 하나이다. 이 함선은 런던 해군 군축 회담에 따라 배수량이 1,500톤으로 제한되고 1930년대에 건조된 일련의 USN 구축함 중 일부였다. 처음 두 척의 군함은 1935년 6월 3일에 제작되어 1937년에 취역했다. 두 번째 두 척은 1936년 3월에 제작되어 1938년에 취역했다. 이전의 머핸급 구축함을 기반으로 약간 다른 기계를 사용했지만 선체는 동일했지만 단 하나의 스택과 16개의 21인치(533mm) 어뢰 발사관이 장착되어 4개가 증가했다. 늘어난 어뢰 무장 중량을 보상하기 위해 함포 무장은 5"/38 구경 함포(127mm) 5문에서 4문으로 약간 줄었다. USS 모리(DD-401)호는 미국 해군 구축함 사상 최고 속도(42.8노트)를 기록했다. 4척의 선박 모두 제2차 세계 대전, 특히 솔로몬 제도와 필리핀 해 전투에서 광범위하게 복무했으며 모리호는 대통령 부대 표창을 받았다.

## 같이 보기
- 미국의 구축함 함급 목록